# Klassiker
En klassiker er et litterært eller filmisk værk, som anses for at have en særlig betydning indenfor en litterær genre. Begrebet antyder, at værket har en vis alder, men anerkendte kritikere anfører, at det væsentligste er, at værket har en betydning, der rækker videre end dets samtid. 
Internet Movie Database (IMDB) har en liste over "de bedste film", baseret på vurderinger fra eksperter og brugerne. Internationale lister over "bøger, man absolut må læse", findes på talrige sprog. Fx den tyske liste.
I Danmark indførtes i 2004 en fælles kanon, med tillæg til folkeskolen og tillæg til de gymnasiale uddannelser. Den fælles kanon indeholder de forfatterskaber, som alle elever i folkeskolen og på de gymnasiale uddannelser skal læse mindst én tekst af. En litterær kanon er således et andet udtryk for en samling af klassikere. En litterær og en filmisk kanon over danske værker blev offentliggjort af kulturministeriet i 2006. ; Et andet bud findes på bibliotekernes hjemmeside.